# Tratado de Tânger
O Tratado de Tânger foi assinado em 10 de setembro de 1844, no qual o Marrocos reconheceu oficialmente a Argélia como parte do Império Francês. O advento do tratado veio após a derrota do Marrocos na Primeira Guerra Franco-Marroquina. O tratado também forçou o Marrocos a ceder Sidi Ifni ao Império Espanhol em 1860.[carece de fontes?]